# Campo Accademia

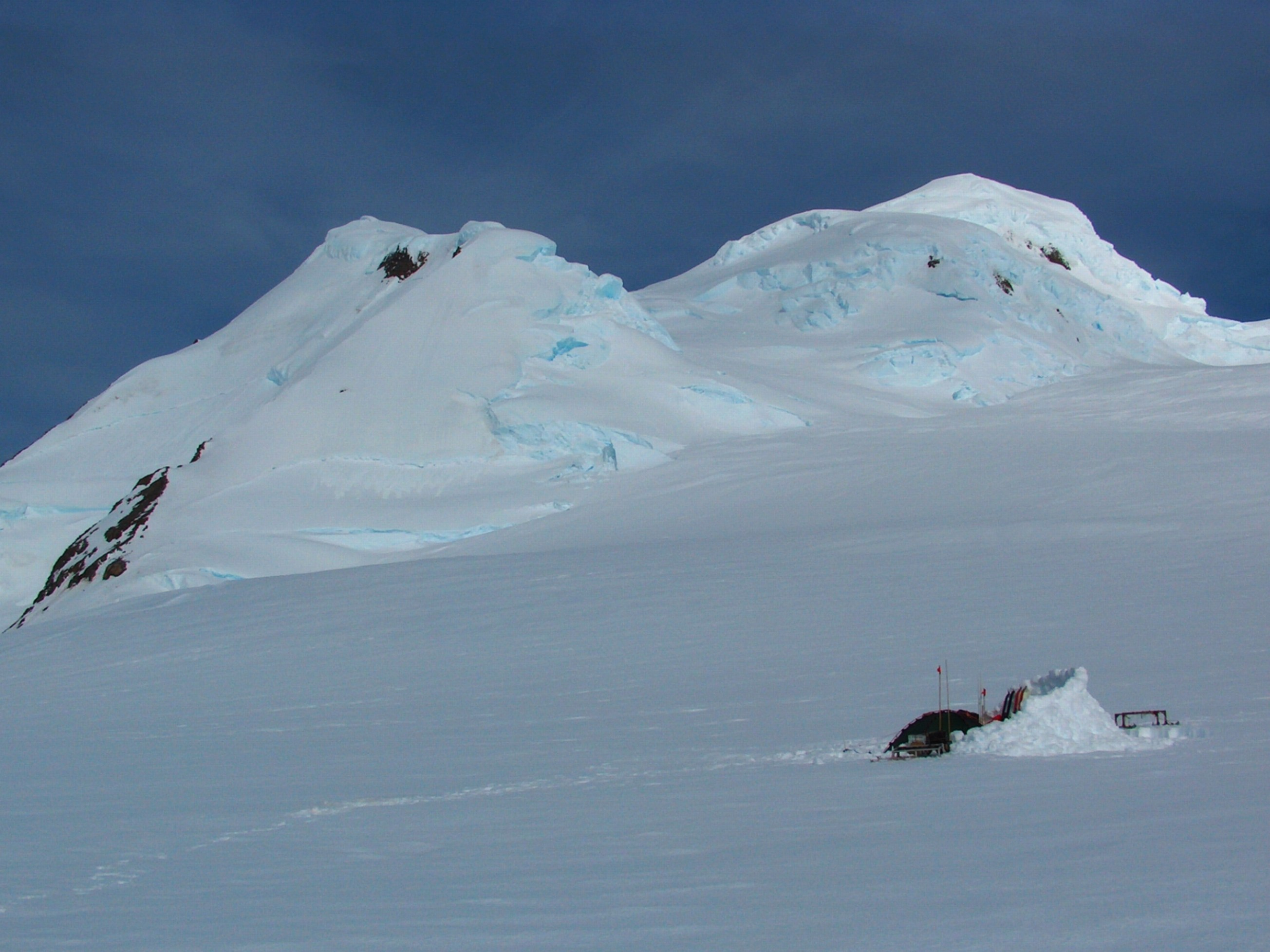
Campo Accademia con Picco Zograf e Picco Lyaskovets

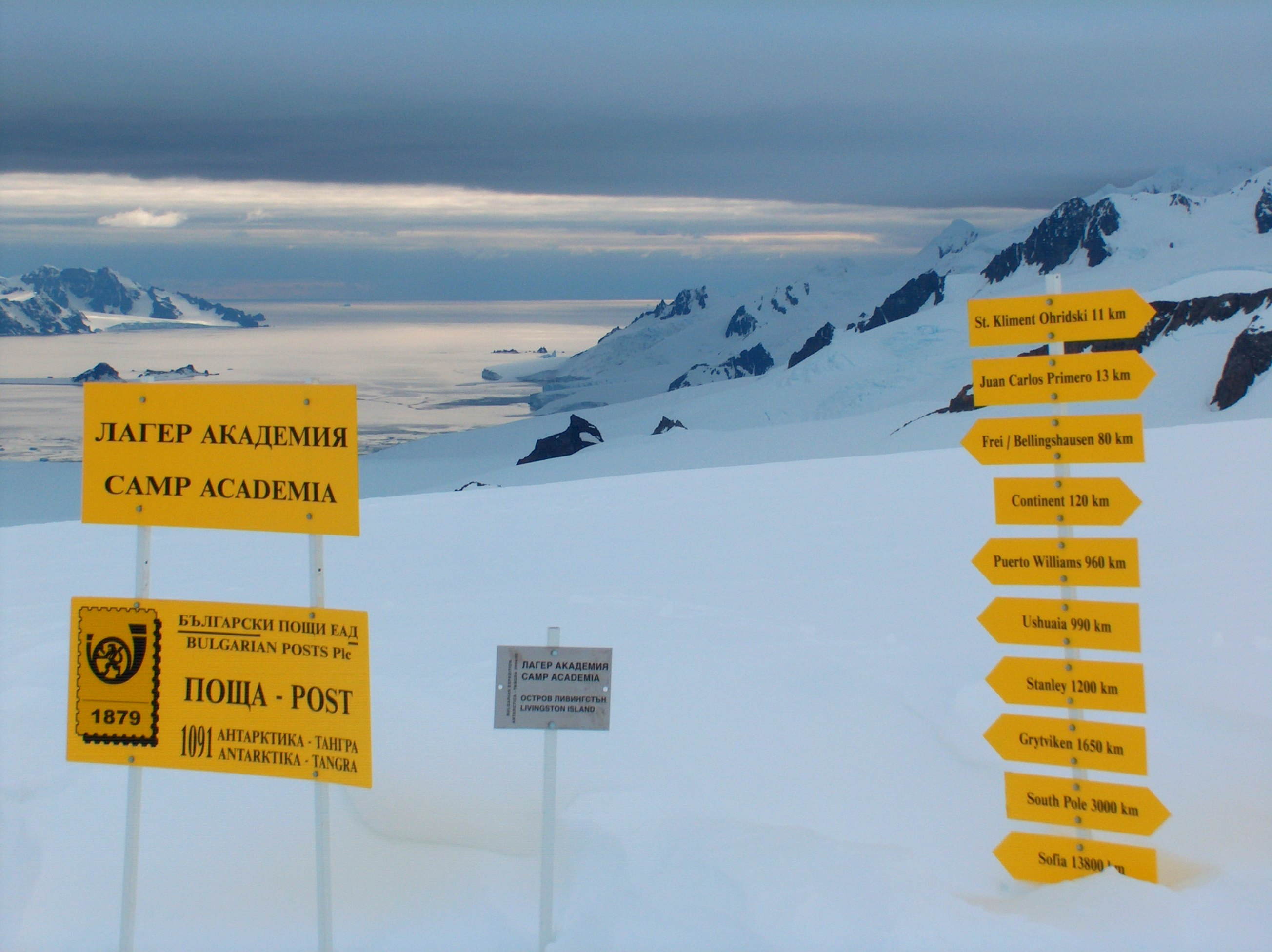
Ufficio postale Tangra 1091

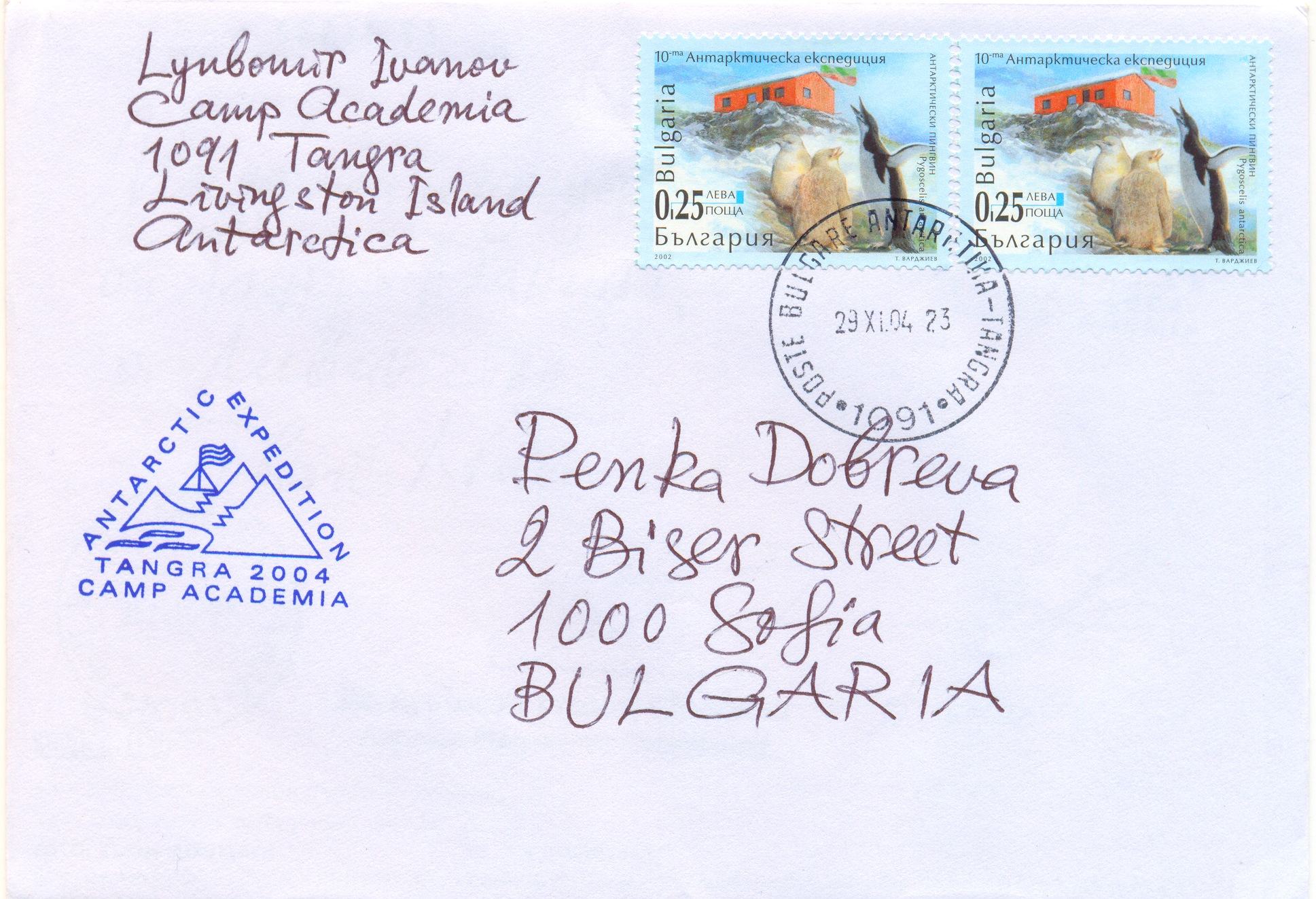
Una lettera di Livingston

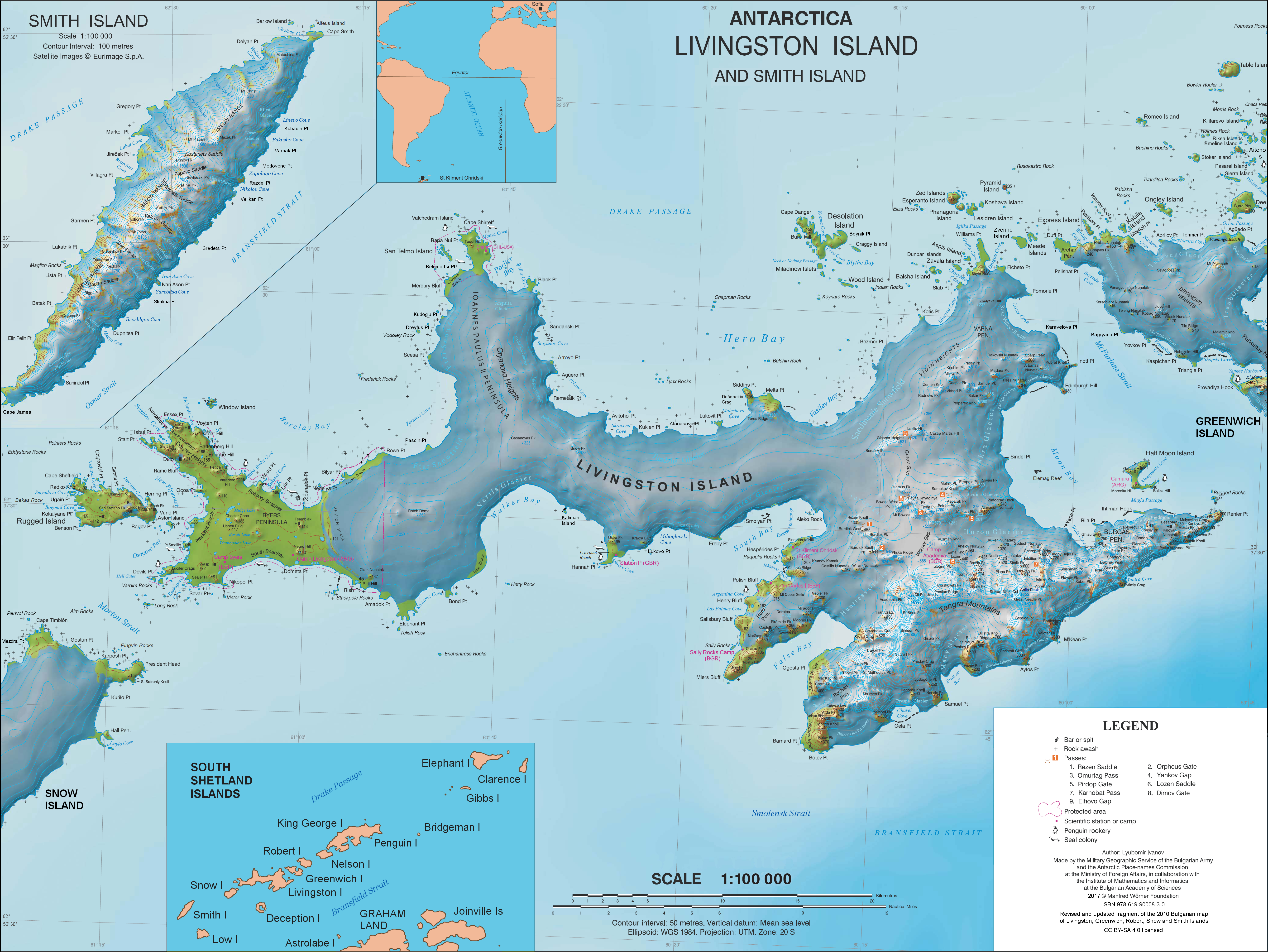
Topographic map of Livingston Island and Smith Island.

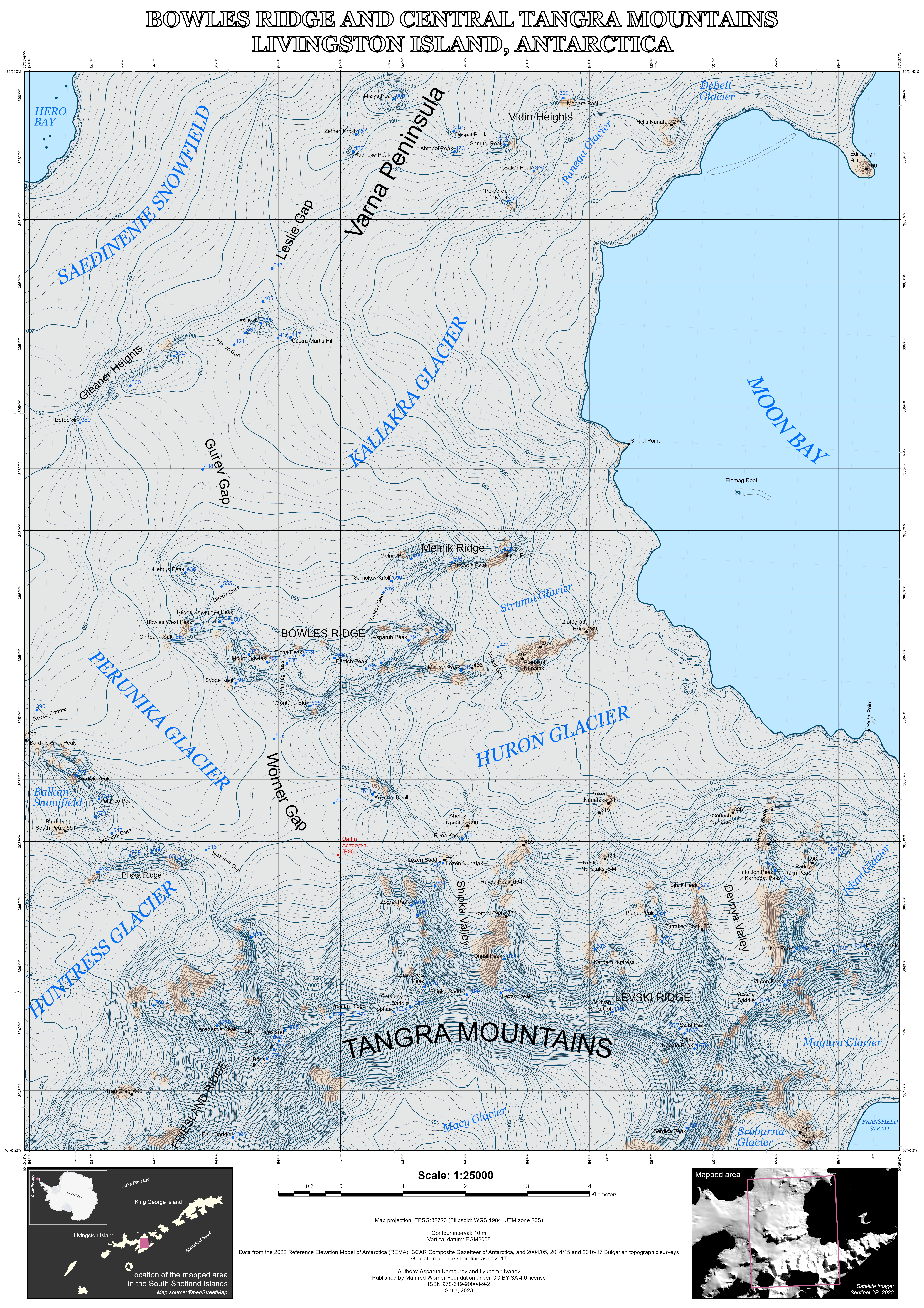
Topographic map of eastern Livingston Island featuring Camp Academia

Il Campo Accademia (in bulgaro Лагер Академия, Láger Akadémija) (62°38'41,9"S, 60°10'18,3"O) è una località geografica nella parte orientale dell'Isola Livingston, nelle Isole Shetland Meridionali (Antartide), che prende il nome dall'Accademia bulgara delle scienze come apprezzamento per il suo contributo all'esplorazione antartica.

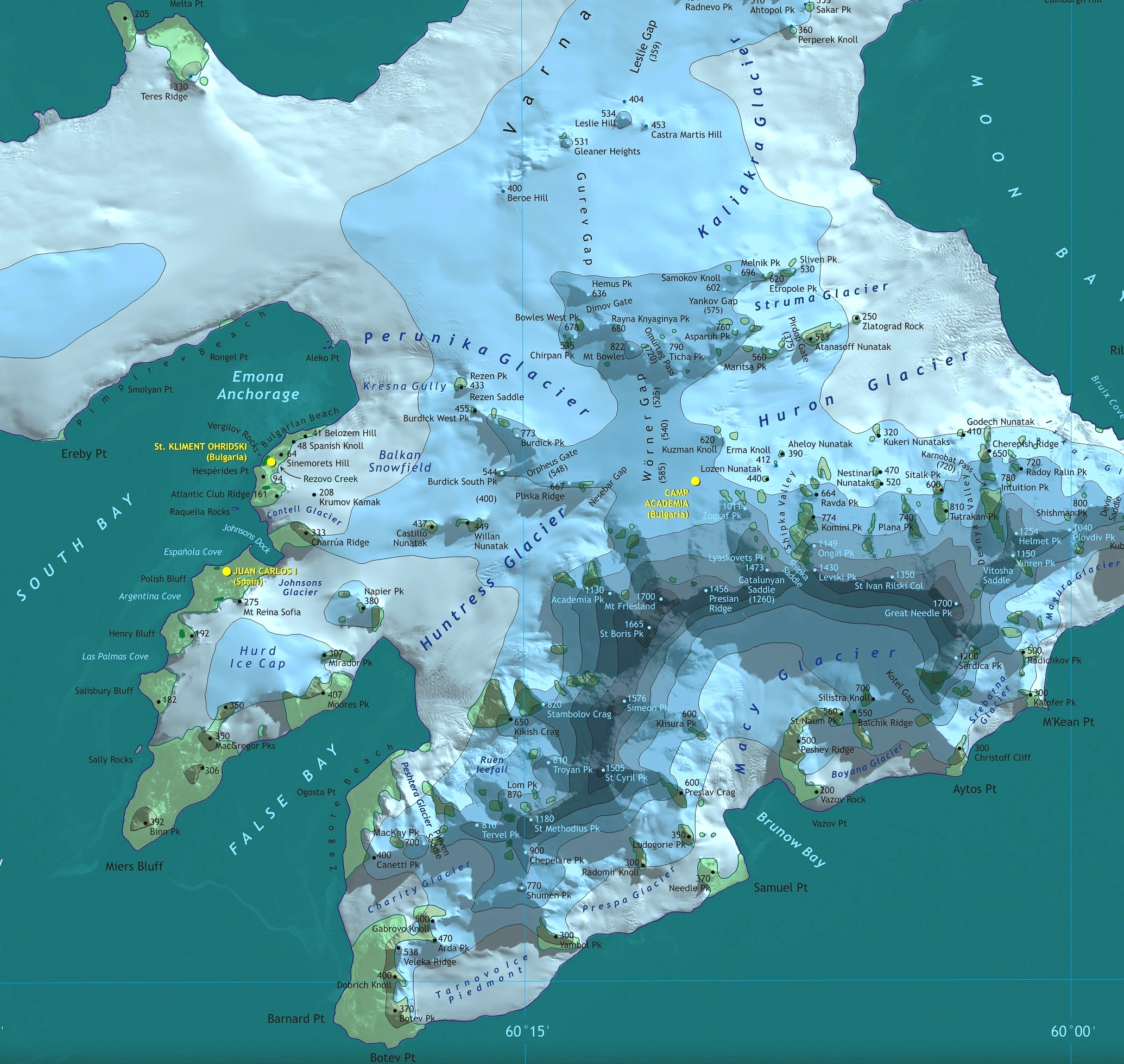
La regione centrale dell'Isola Livingston con il Campo Accademia, San Clemente di Ocrida, e Juan Carlos I

Il luogo è situato strategicamente nella parte alta del ghiacciaio Huron, vicino al picco Zograf nei Monti Tangra centrali, a un'altezza di 541 m. Il Campo Accademia è collegato alla base bulgara San Clemente di Ocrida da un itinerario terrestre di 11 km, e alla base antartica spagnola Juan Carlos I da un itinerario di 12,5 km.
Il Campo Accademia offre un accesso comodo via terra alla catena principale dei Monti Tangra a sud; alle zone della cresta Bowles, delle cime Vidin, del ghiacciaio Kaliakra e del nevaio Saedinenie a nord; al ghiacciaio Huron a est; e al ghiacciaio Perunika e al ghiacciaio Huntress a ovest.
Il luogo fu occupato da prima volta dalla spedizione topografica bulgara di Tangra 2004/05, dal 3 dicembre 2004 fino al 2 gennaio 2005. Furono raccolte ampie informazioni geodetiche e geografiche, incluse le coordinate e i dati dell'altitudine, l'effettiva configurazione dellai costa marina e delle zone libere dai ghiacci, nonché una dettagliata documentazione fotografica di aree in precedenza inesplorate e remote all'interno dell'Isola Livingston e dell'Isola Greenwich.
In base al rilevamento, circa 150 caratteristiche geografiche furono mappate per la prima volta e una nuova carta topografica 1:100 000 delle due isole fu pubblicata nel 2005. I dati del rilevamento topografico Tangra 2004/05 furono usati anche nella carta bulgara delle Isole Livingston, Greenwich, Robert, Snow e  Smith. Per tutta la durata della spedizione il Campo Accademia fu designato come l'ufficio postale Tangra 1091, la divisione più meridionale delle Poste bulgare.

### Mappe
- (EN)  L.L. Ivanov et al, Antarctica: Livingston Island, South Shetland Islands (from English Strait to Morton Strait, with illustrations and ice-cover distribution), 1:100000 scale topographic map, Antarctic Place-names Commission of Bulgaria, Sofia, 2005
- (EN)  L.L. Ivanov. Antarctica: Livingston Island and Greenwich, Robert, Snow and Smith Islands. Scale 1:120000 topographic map.  Troyan: Manfred Wörner Foundation, 2009.  ISBN 978-954-92032-6-4
- (EN)  A. Kamburov and L. Ivanov. Bowles Ridge and Central Tangra Mountains: Livingston Island, Antarctica. Scale 1:25000 map. Sofia: Manfred Wörner Foundation, 2023. ISBN  978-619-90008-6-1